# Life (album av Thin Lizzy)
Life är en liveinspelning från gruppen Thin Lizzys avskedsturné. Plattan utkom 1983 och innehåller ett spår där alla bandets tidigare gitarrister spelar med. De olika gitarristerna gör också varsitt framträdande med varsin låt.

## Låtlista
1. "Thunder and Lightning" (Downey, Lynott) - 5:11
2. "Waiting for an Alibi" (Lynott) - 3:16
3. "Jailbreak" (Lynott) - 4:08
4. "Baby Please Don't Go" (Lynott) - 5:02
5. "Holy War" (Lynott) - 4:52
6. "Renegade" (Lynott, White) - 6:14
7. "Hollywood (Down on Your Luck)" (Gorham, Lynott) - 4:10
8. "Got to Give It Up" (Gorham, Lynott) - 7:04
9. "Angel of Death" (Lynott, Wharton) - 5:56
10. "Are You Ready" (Downey, Gorham, Lynott, Robertson) - 2:59
11. "The Boys Are Back in Town" (Lynott) - 4:53
12. "Cold Sweat" (Lynott, Sykes) - 3:07
13. "Don't Believe a Word" (Lynott) - 5:11
14. "Killer on the Loose" (Lynott) - 4:59
15. "Sun Goes Down" (Lynott, Wharton) - 6:44
16. "Emerald" (Downey, Gorham, Lynott, Robertson) - 3:26
17. "Black Rose" (Lynott, Thin Lizzy) - 6:40
18. "Still in Love With You" (Lynott) - 8:57
19. "The Rocker" (Bell, Downey, Lynott) - 4:46